# 交響曲第2番 (ブルッフ)
交響曲第2番ヘ短調作品36は、マックス・ブルッフが作曲した2番目の交響曲。1868年から1870年にかけて書かれ、ヨーゼフ・ヨアヒムに捧げられた。初演は同年の9月4日にゾンダースハウゼンにおいて行われ、成功を収めた。

## 編成
フルート2、オーボエ2、クラリネット2、ファゴット2、ホルン4、トランペット2、トロンボーン3、ティンパニ、弦五部

## 楽曲構成
3楽章で構成され、演奏時間は約35分。全楽章ともソナタ形式による。ブルッフが「交響曲全体の構成に合わない」と考えたためスケルツォは挿入されていない。ライプツィヒで行われた再演の評判が芳しくなかった理由の一つを聴衆がスケルツォを欲したことと考え、ブルッフはヘルマン・レヴィに不満の手紙を送っている。
- 第1楽章 Allegro passionato, ma un poco maestoso　
ヘ短調、9/8拍子－3/4拍子。F音を2回奏したあと、第1主題の陰鬱な旋律が奏し出され、トゥッティの動機がそれに答える。その後、テンポの変更をはさみ新しい動機が提示されては展開されながら進んでいく。嬰ハ短調の第2主題には、以後の楽章でも活用される2度下降して戻る動機（この交響曲の7年後に完成・初演されたヨハネス・ブラームスの第2交響曲の基本動機はこれと同一）が含まれている。展開部と、大幅に変化が加えられた再現部を経て、短いコーダでは第1主題の動機を繰り返し沈み込んでいくように終わる。
- 第2楽章 Adagio ma non troppo 
ハ短調、4/4拍子。ブルッフの旋律美を堪能できるアダージョ。冒頭から弦で奏される第1主題には基本動機が含まれている。第2主題は変ホ長調に転じ、明るい光が射す。再現部では第1主題の力強い再現にハ長調の第2主題が続き、基本動機を繰り返しながら次の楽章に切れ目なく続く。
- 第3楽章 Allegro molto tranquillo　
ヘ長調、4/4拍子。第1楽章と第2楽章とは対照的に喜びに満ちたフィナーレ。主題を導く短い序奏に続き、満ち足りた雰囲気の第1主題がヴァイオリンの低音で奏され木管に確保される（この交響曲の6年後の1876年に完成・初演されたブラームスの第1交響曲のフィナーレ冒頭の展開や主題の造形はこれに類似している）。第2主題はイ長調のトゥッティで提示される。音楽は終始晴れやかな気分で進み、第1主題を用いたコーダで堂々と終わる。